# 森さくら
森 さくら（もり さくら、1996年4月17日 - ）は、日本の元卓球選手。大阪市出身。右シェーク両面裏ソフトドライブ型。ITTF世界ランキング17位（2018年1月現在）。段級位は5段。
Tリーグは日本生命レッドエルフ所属。

## 経歴
大阪市出身。両親や兄の森聡詩が卓球選手という環境に育ち、会社員の父がコーチとなって、3歳からラケットを握ったという。伊丹市の伊丹卓球協会による卓球教室へ通い、2004年には全日本卓球選手権大会バンビの部（小学2年生以下）で優勝した。中学校は、青森市の青森山田中学高等学校に入学し、2010年の全日本卓球選手権大会カデットの部では、女子14歳以下で準優勝した（優勝は前田美優）。
高等学校は、大阪市の昇陽高等学校へ進み、大阪に戻ってからは北区の関西卓球アカデミーなどで練習を重ねる。2013年1月の全日本卓球選手権大会では、ジュニアの部で3位、一般の部で10位に入り、続く2月のジャパントップ12卓球大会でも3位になった。
2014年1月の全日本卓球選手権大会では、ジュニアの部で7位であったが、一般の部では準決勝で福原愛を下して決勝まで進み、石川佳純に敗れたものの2位となって、協会推薦により世界選手権団体戦の日本代表に初選出された。
2014年5月の第52回世界卓球選手権団体戦（東京大会）において、準優勝した。
2017年、インドオープンにU21で優勝、そのままの勢いで一般の部でも優勝しツアー初優勝を果たす。
2024/25シーズンで現役の引退を発表。

## プレースタイル
右シェーク両面裏ソフトドライブ型。またポイントごとに会場に響き渡るほどの声（高音と低音を使い分けて）で感情を表に出してプレーしている。

## 主な戦績
2014年
- 平成25年度全日本卓球選手権大会 女子シングルス 準優勝
- ITTFワールドツアーベラルーシオープン U21 シングルス 優勝
- ITTFワールドツアージャパンオープン U21 シングルス 優勝

2015年
- ITTFワールドツアーベラルーシオープン ダブルス 優勝（前田美優ペア）

2016年
- ITTFワールドツアー中国オープン U21 シングルス ３位
- ITTFワールドツアーチェコオープン  シングルス ベスト８
- ITTFワールドツアーカタールオープン U21 ３位
- ITTFワールドツアーブルガリアオープン U21 シングルス ベスト４
- ITTFワールドツアーオーストラリアオープン U21 シングルス 準優勝
- ITTFワールドツアーオーストリアオープン U21 シングルス 優勝
- ITTFワールドツアースウェーデンオープン U21 シングルス 準優勝

2017年
- ITTFワールドツアーインドオープン シングルス 優勝
- ITTFワールドツアーインドオープンＵ21シングルス優勝
- ITTFワールドツアーブルガリアオープン シングルス ベスト８
- ITTFワールドツアー　グランドファイナル　出場

2018年
- ITTFチャレンジシリーズスロベニアオープン シングルス 準優勝

2022年
- WTTフィーダーフリーモント大会 ダブルス（笹尾明日香ペア） 優勝
- WTTフィーダーウェストチェスター大会 ダブルス（笹尾明日香ペア） 優勝

## Tリーグの成績
| 年      | 所属チーム           | 背番号 | 種目     | 試合数 | 勝利 | 敗戦 | 種目     | 試合数 | 勝利 | 敗戦 |
| ------- | -------------------- | ------ | -------- | ------ | ---- | ---- | -------- | ------ | ---- | ---- |
| 2018-19 | 日本生命レッドエルフ | #      | シングル | 試合   | 勝   | 敗   | ダブルス | 試合   | 勝   | 敗   |
| 2019-20 | 日本生命レッドエルフ | #      | シングル | 試合   | 勝   | 敗   | ダブルス | 試合   | 勝   | 敗   |

## 受賞
- Tリーグ2019-20シーズンMVP

## テレビ番組
- ジャンクSPORTS レジェンドからニュースターまで注目の卓球選手が集結（2020年11月22日、フジテレビ）[15]